# Минакари

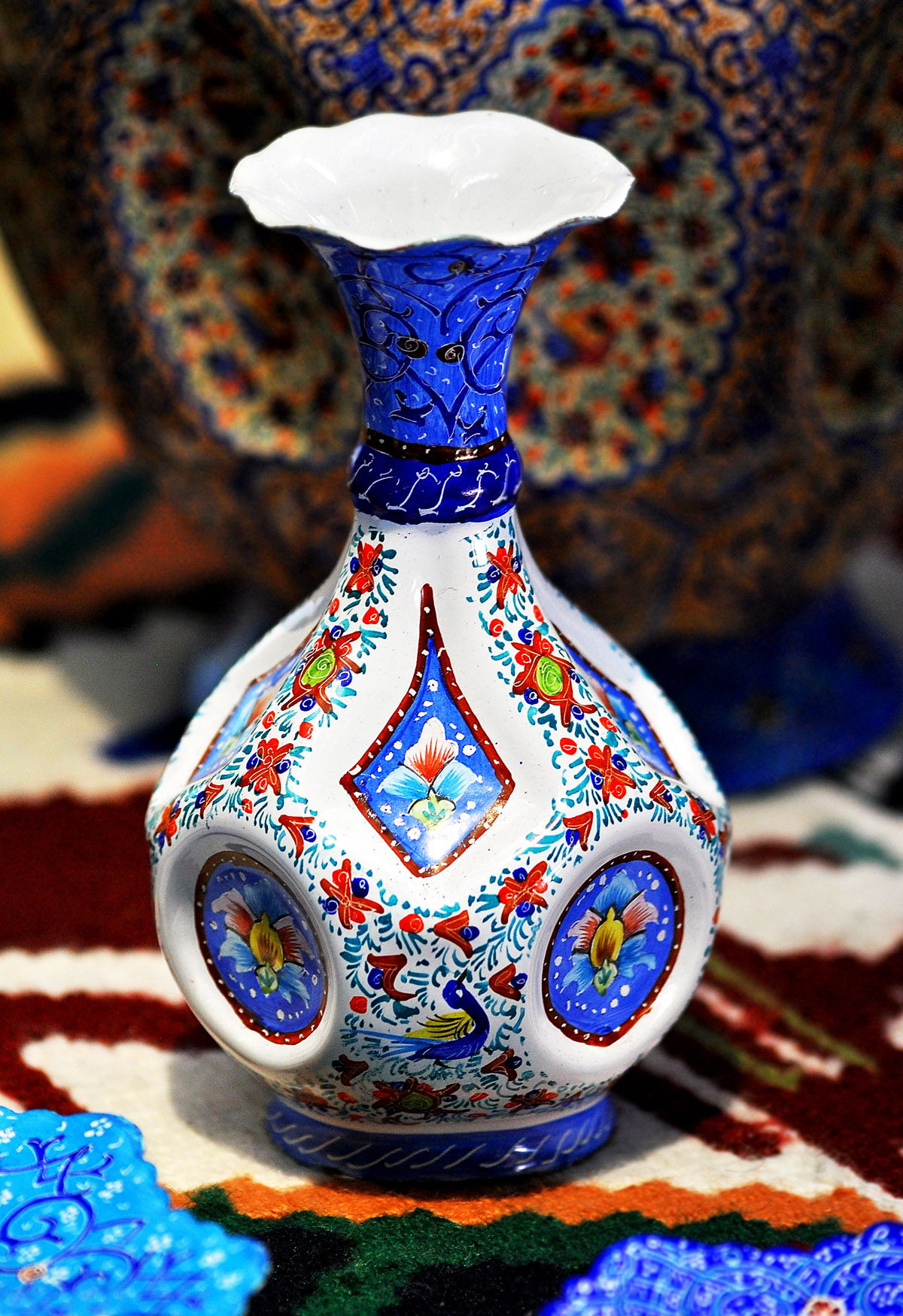

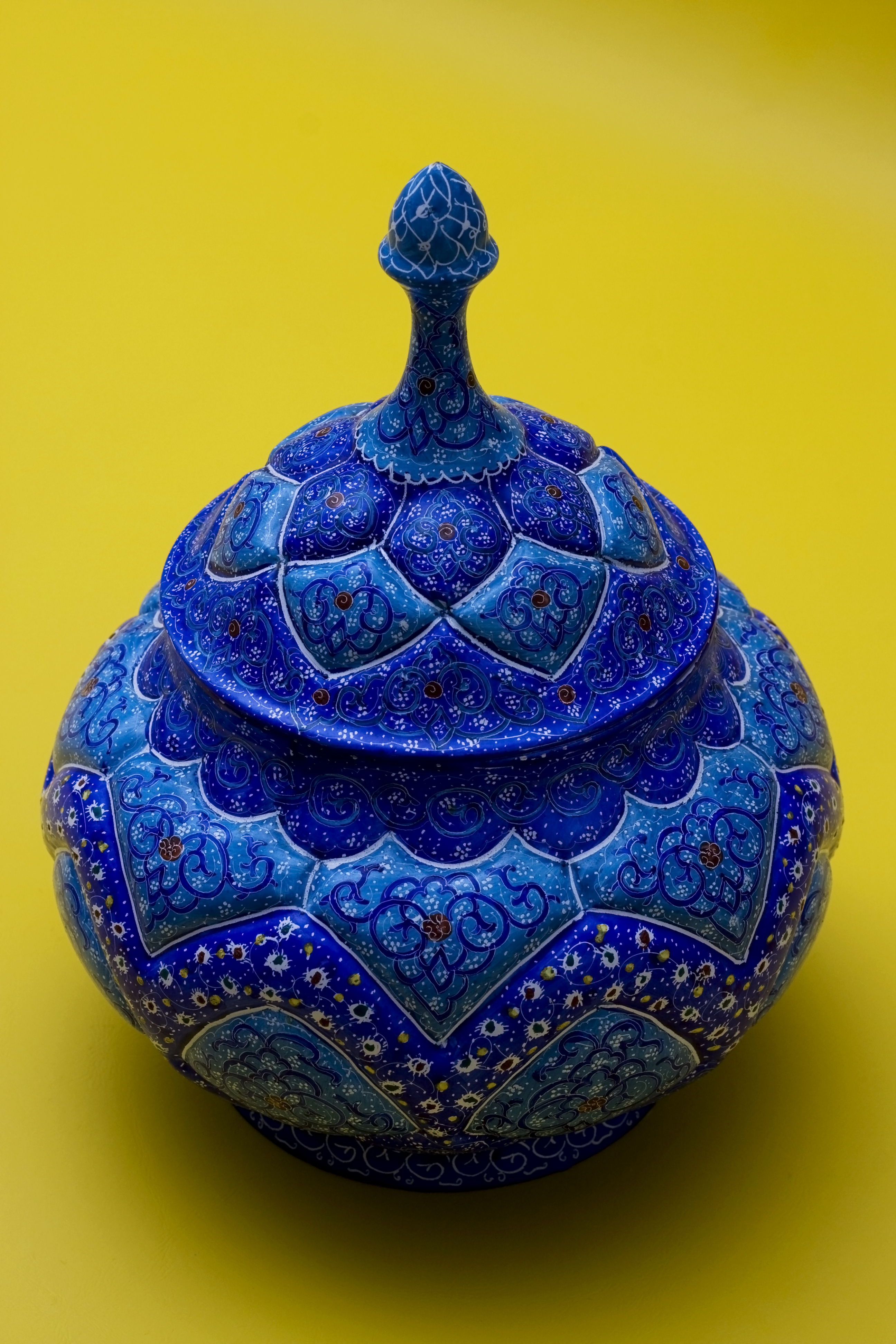

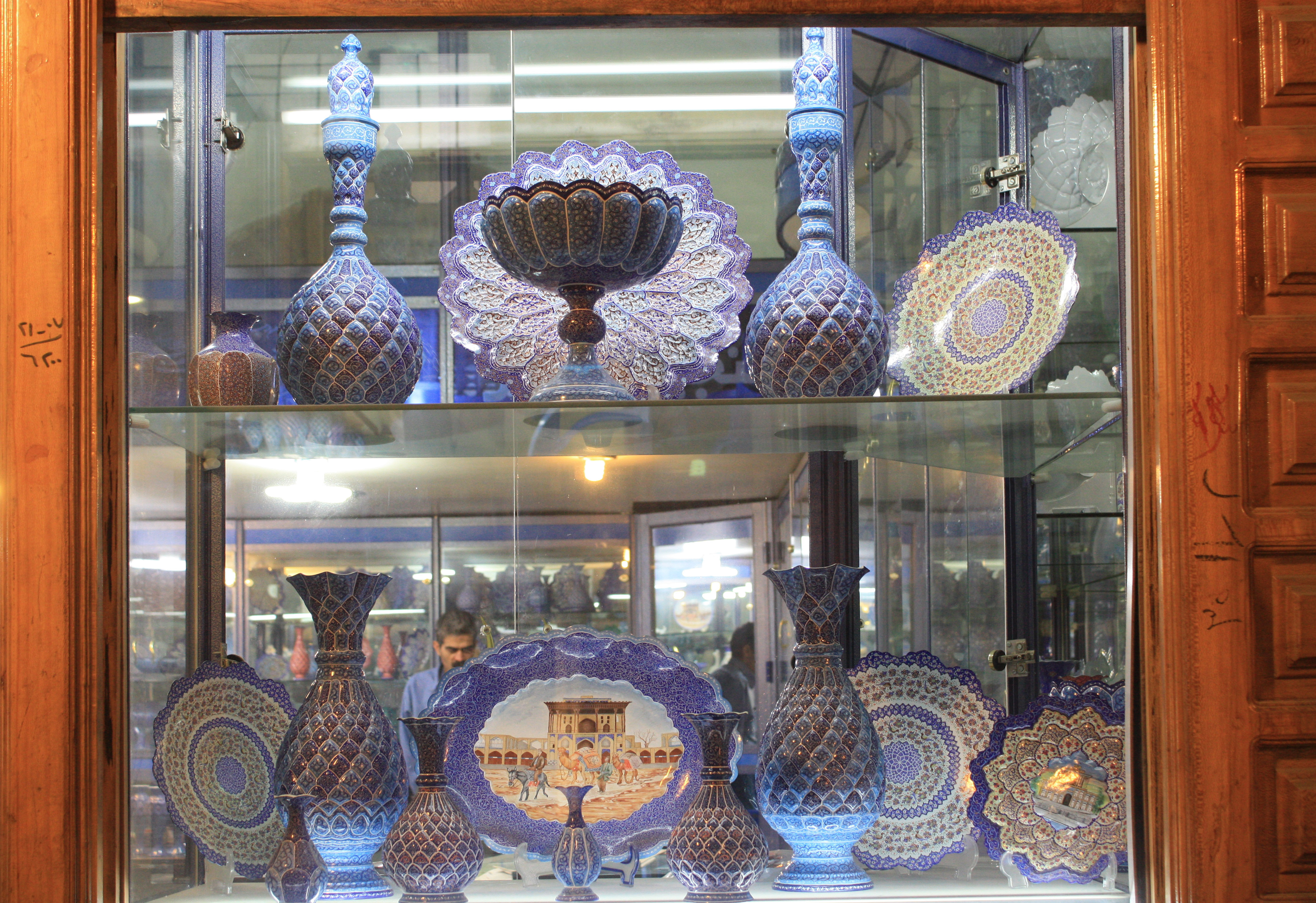

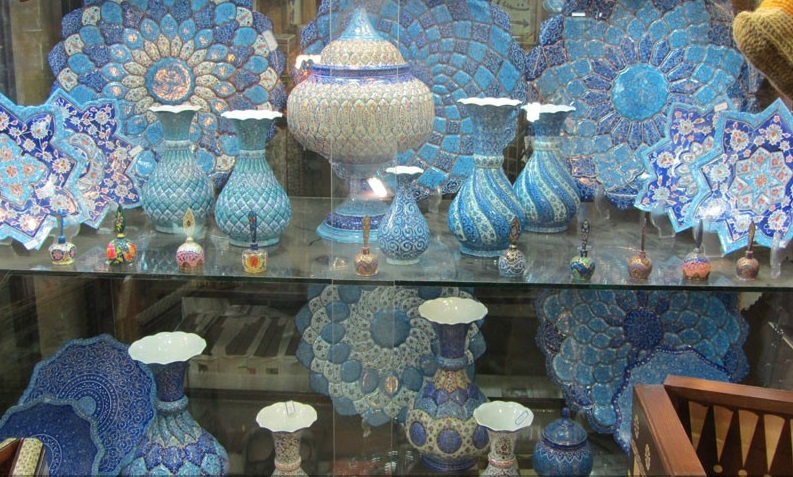

Минакари (перс. میناکاری‎, Mina-kari или перс. میناسازی‎, Mina-sazi) — традиционная иранская расписная эмаль. Традиция изготовления металлических предметов, покрытых расписной эмалью, сложилась в Иране несколько тысяч лет назад (некоторые источники указывают на 3-е тысячелетие до н. э.).
Сложные орнаменты, использующиеся в минакари, сформировались в результате взаимовлияния различных, в том числе доисламских художественных традиций народов Иранского нагорья.
В настоящее время центром традиционного производства изделий с эмалью является город Исфахан и минакари по праву считается одной из визитных карточек Ирана, наряду с хатамом и персидскими коврами.

## История
Древние эмалированные изделия с минакари, сохранившиеся до наших дней в музеях разных стран, свидетельствуют, что иранские мастера-художники использовали эту технику в своей работе с металлом начиная со времен династий Ахеменидов (558—330 гг. до н. э.) и Сасанидов (224—651 гг. н. э.). Однако большая часть посуды покрытой эмалью, сохранившейся до наших дней, относится ко времени правления династии Каджаров (1785—1925 гг.). В это время эмаль сине-зеленых тонов применялась также для украшения сережек, браслетов, шкатулок, ваз и блюд.
Сравнивая византийские и иранские эмали, эксперты пришли к выводу, что это ремесло зародилось в Иране и только потом распространилось в другие страны. Например, на Кипре были найдены шесть золотых колец с эмалью, датируемых XIII веком до н. э. При раскопках в иранской провинции Хамадан были найдены эмалированные золотые сережки, сделанные в VII—VIII веках н. э.. Древний золотой браслет с эмалью времен Ахеменидов (705(?)—330 до н. э) хранится в Британском музее.
В период правления Хулагуидов искусство обработки металла, а затем и минакари претерпели существенные изменения. В период Тимуридов украшение железа приобрело наиболее ярко выраженные восточные черты. При династии Сефевидов минакари выполняли на серебре, а самыми популярными сюжетами были сцены пира, охоты и верховой езды. Также начали изображать арабески и повсеместно использовать красный цвет.

## Современный период
После конца эпохи Каджаров с началом социальных революций в Иране искусство минакари оказалось в упадке. В 40-е годы XX века в Исфахане опытный художник Шокролла Санизадэ открыл школу- мастерскую, стремясь привлечь больше внимания к искусству и возродить его.
Для ювелирных украшений с минакари традиционно использовалось золото, так как оно лучше держит эмаль и придает ей еще больший блеск. Серебро стали использовать позднее, в основном для таких предметов, как шкатулки, чаши, ложки и др. Медь же, основной металл для большинства народных промыслов, стала использоваться с широким распространением минакари и ее удешевлением.
К 1990-м годам удалось вернуть былую славу этому виду декоративно-прикладного искусства. Одно из произведений мастера Санизадэ стало эмблемой фестиваля иранских народных промыслов 2008—2009 гг..
Центром производства минакари, как и многих других ремесел в Иране, является Исфахан. На эти изделия очень большой спрос, благодаря их художественной ценности и сравнительно невысокой стоимости. В то же время есть небольшое количество мастеров, которые создают уникальные изделия стоимостью до тысяч долларов.

## Способ изготовления
Процесс изготовления каждого изделия трудоемок и требует участия нескольких ремесленников. Выделяется несколько этапов:
Первый этап. Изготавливается основа для росписи: ваза, тарелка, кувшин и т. п. Материалом служит красная медь, а особо дорогие изделия изготавливают из золота, которое в дальнейшем полностью эмалью не покрывают.
Золото является единственным металлом, на котором эмаль не окисляется при высоких температурах, поэтому при покрытии эмалью изделий из золота рисунок получается более детальным, чем в случае серебра и меди.
Второй этап. Изделие покрывают каолиновой глиной белого цвета и отправляют в печь (примерная температура обжига: 750°-850° С). Процесс повторяется трижды, и с каждым покрытием используется глина лучшего качества. В конце белая эмаль должна ровным слоем покрывать весь сосуд.
Третий этап. Роспись. Для расписывания сосудов раньше использовались натуральные растительные и минеральные краски. Сегодня применяют как натуральные, так и синтетические красители: оксид золота дает красный оттенок, оксид меди — синий и зеленый и т. п. Традиционные синие и зеленые узоры в стиле «эслими» известны уже более тысячи лет. В эпоху Аббасидов возник стиль «хатаи» (цветы и птицы), включающий яркие красные, желтые и коричневые узоры. В настоящее время на сосудах воспроизводят также фигурные композиции в стиле классической персидской миниатюры.
Завершающий этап. В печи роспись закрепляется, и эмаль приобретает характерный блеск. Края, к которым мастера прикасались во время работы, дополнительно прокрашиваются.
Качественная эмаль устойчива к самым разным внешним воздействиям. Так, ее подлинность можно проверить следующими способами:
- По сосуду или тарелке можно водить острым ножом или пилкой — на качественном изделии царапин не останется.
- К изделию можно ненадолго поднести горящую зажигалку. Возникшее черное пятно легко стереть тряпкой или просто пальцем, при этом рисунок останется нетронутым[4].